# Ghiacciaio Argo
Il ghiacciaio Argo è un ghiacciaio tributario lungo circa 19 km situato nella regione meridionale della Terra di Oates, nell'Antartide orientale. Il ghiacciaio, il cui punto più alto si trova a circa 2200 m s.l.m., si trova in particolare nei monti Miller, nell'entroterra della costa di Shackleton, dove ha origine direttamente dall'Altopiano Antartico e fluisce verso nord-est fino a unire il proprio flusso a quello del ghiacciaio Marsh, a sud del circo Strawberry.

## Storia
Il ghiacciaio Argo è stato così battezzato dai membri di una spedizione neozelandese di esplorazione antartica svolta tra il 1961 e il 1962 in onore della Argo, la mitica nave che portò Giasone e gli Argonauti alla conquista del vello d'oro.